# Misodema reticulata
Misodema reticulata är en insektsart som först beskrevs av Melichar 1906.  Misodema reticulata ingår i släktet Misodema och familjen sköldstritar. Inga underarter finns listade i Catalogue of Life.